# Archibasis rebeccae
Archibasis rebeccae – gatunek ważki z rodziny łątkowatych (Coenagrionidae).